# Emil Lange
Emil Lange (* 4. Februar 1884 in Glogau, Provinz Schlesien; † 5. Mai 1968 in Hamburg) war ein deutscher Architekt.

## Leben
Von 1907 bis 1909 studierte Lange an der Staatlichen Akademie für Kunst und Kunstgewerbe in Breslau bei Hans Poelzig. Er war auch langjähriger Mitarbeiter in Poelzigs Büro, wo er schon vor seinem Studium an der Akademie eingestellt wurde.
Im Sommer 1922 wurde er als außerordentlicher Meister für praktisches Bauen an das Weimarer Bauhaus berufen. Nachdem diese neue Stelle nicht bewilligt werden konnte, war er stattdessen offiziell bis zum 22. Juli 1924 als Syndikus in der Verwaltung des Bauhauses tätig.
1924 kehrte er nach Breslau zurück und arbeitete dort als selbständiger Architekt. Er wurde in den Bund Deutscher Architekten (BDA) und in den Deutschen Werkbund (DWB) berufen.

## Bauten und Entwürfe

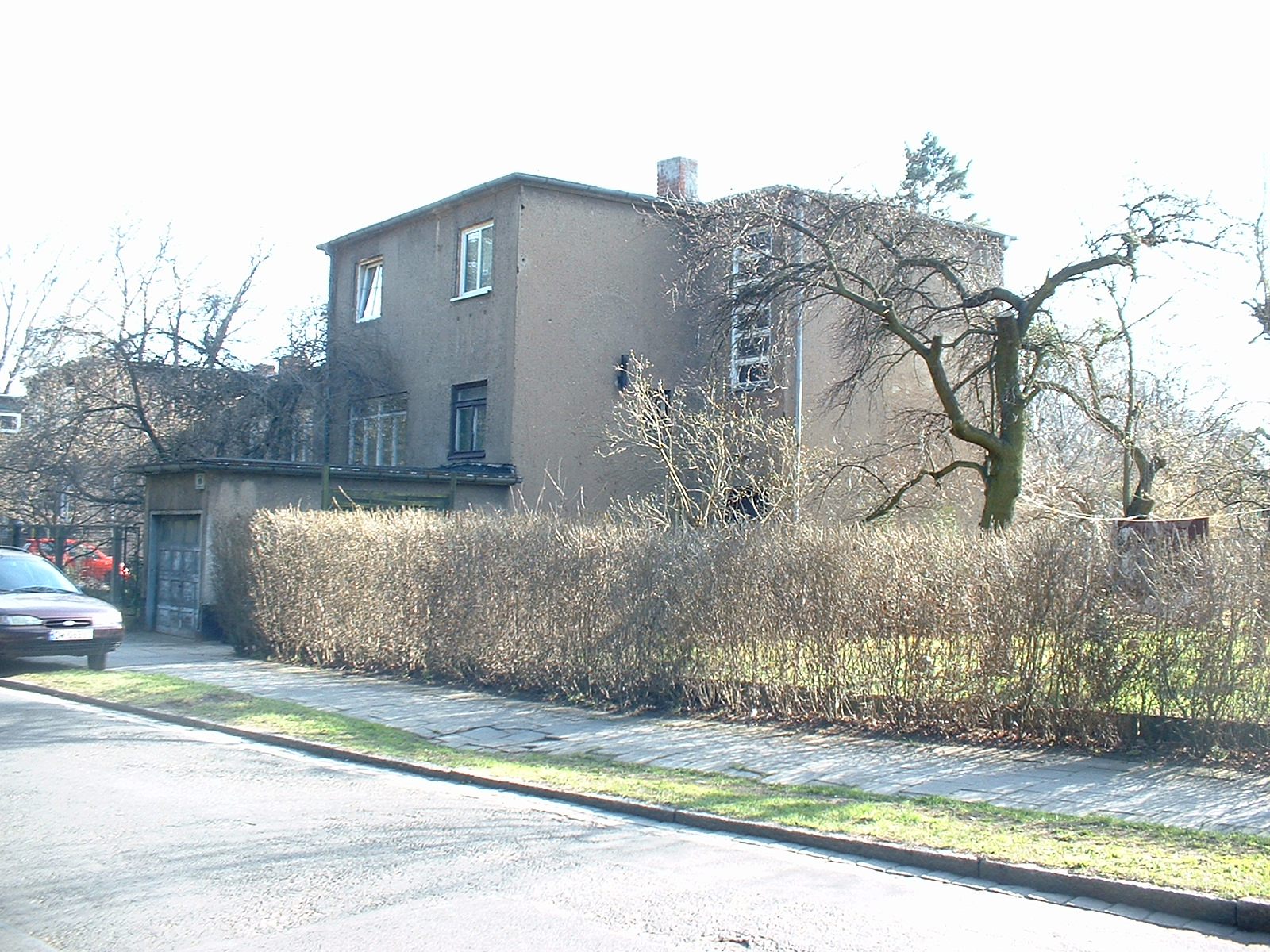
Muster-Einfamilienhaus Nr. 28 in der Werkbundsiedlung Breslau (2006)

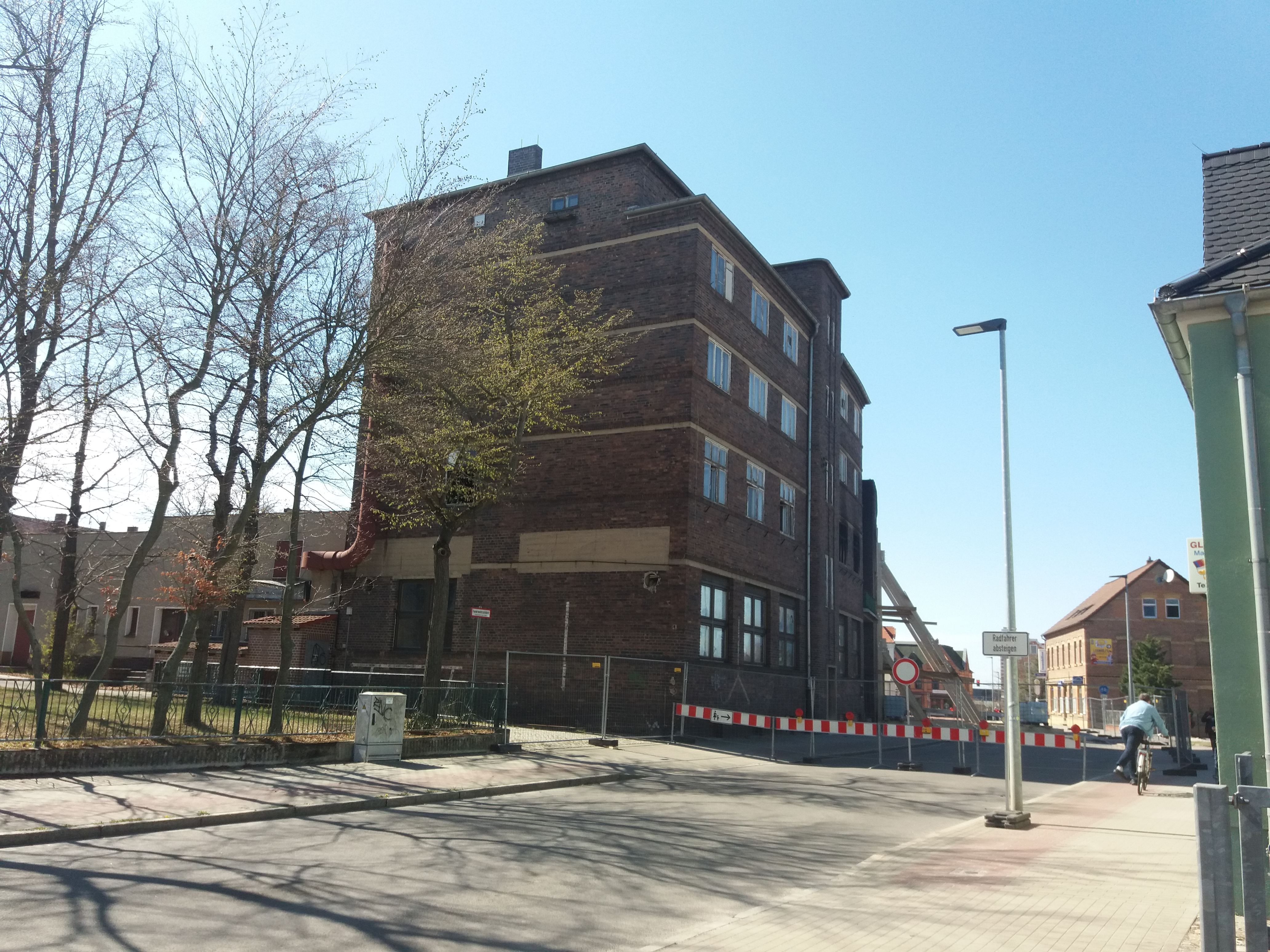
Volkshaus Weißwasser

### Als Mitarbeiter von Hans Poelzig
- 1904: Einfamilienhaus auf der Ausstellung für Kunsthandwerk und Kunstgewerbe in Breslau
- 1911: Büro- und Geschäftshaus Junkernstraße 38–40 (Ofiar Oświęcimskich) in Breslau
- 1911–1912: In Zusammenarbeit mit Hans Poelzig: Fabrikanlage der Chemischen Fabrik Moritz Milch & Co. in Luban (poln. Luboń) bei Posen (Poznań)

### In eigener künstlerischer Urheberschaft
- 1926–1927: Muster-Mehrfamilienhaus Nr. 9 (Uechtritzweg 4, heute ul. Tramwajowa) und Muster-Einfamilienhaus Nr. 28 (Zimpeler Straße 9, heute ul. Dembowskiego) auf der Werkbund-Ausstellung „Wohnung und Werkraum“ (WUWA) in Breslau
- 1928: Volkshaus in Weißwasser[1][2]